# Єжи Дзік
Єжи Дзік (пол. Jerzy Dzik; нар.25 лютого 1950) — польський палеонтолог, еволюціоніст, професор і директор Інституту палеобіології Польської академії наук, професор Варшавського університету, дійсний член Польської академії наук.

## Кар'єра
У 1973 році закінчив факульет біології Варшавського університету. Учасник дослідницьких експедицій до Антарктиди (1975—1976), Нижньої Лени (1987), гір Каратау в Казахстані (1994 і 2006), Китаю (1995), керівник експедиції до Північної Росії (1997), Якутії (2001). За винятком антарктичної біологічної експедиції, всі інші були присвячені палеонтологічним дослідженням, в першу чергу скам'янілостям перших тканинних тварин з едіакара і кембрію та юрських хребетних.
Автор підручника з палеонтології, який перевидавався кілька разів. Керівник групи, який виявив та дослідив кладовище великих тріасових земноводних та плазунів у Красеюві. У 2006 році команда на чолі з професором розпочала розкопки в Лісовиці, які завершились знахідкою в 2008 році архозавра Smok wawelski та дицинодонта.
Основним предметом досліджень професора є фаунні збори рубежу докембрію та кембрію. Він сформулював ряд гіпотез про взаємозв'язок едіакарської фауни з пізнішими таксонами та про середовище, в якому жила фауна едіакарію. Він зробив реконструкцію стратиграфії конодонтів, представив монографію про еволюцію ордовика та запропонував розтажування гіолітів серед молюсків.